# 沼田政矩
沼田 政矩（ぬまた まさのり、1894年（明治27年）6月24日 - 1979年（昭和54年）5月9日）は、大正から昭和時代の土木工学者、鉄道官僚。

## 経歴
鳥取県に生まれる。1919年（大正8年）東京帝国大学工学部土木工学科を卒業し、鉄道院総裁官房研究所に入る。同研究所および鉄道省教習所の講師を務めたのち、1926年（大正15年）同省神戸改良事務所に転じ、1928年（昭和3年）から2年間、在外研究員として欧米へ留学した。1933年（昭和8年）鉄道大臣官房研究所に戻り、第四科長、1942年（昭和17年）鉄道技術研究所第二部長兼東京帝国大学第二工学部教授、1945年（昭和20年）鉄道技術研究所長を歴任し、同年退官した。
退官後は、東京帝国大学教授専任となり、1955年（昭和30年）に退官し、翌年早稲田大学理工学部教授を経て、1965年（昭和40年）国士舘大学教授となった。この間、1960年（昭和35年）から1年間、土木学会第48代会長を務めたほか、文化財審議会専門委員会などにも関与した。鉄道工学の研究に一貫し、特に橋梁、コンクリート構造物に関する研究基盤の確立に尽くした。